# Moderador de neutrons
En l'enginyeria nuclear, un moderador de neutrons és un mitjà que redueix la velocitat dels neutrons ràpids, convertint-los en neutrons tèrmics capaços de suportar un reacció en cadena nuclear que implica urani 235 o un material físsil núclid similar.
Els moderadors que s'utilitzen habitualment inclouen aigua nomal (lleugera) en aproximadament en el 75% dels reactors del món, grafit sòlid (20% de reactors) i aigua pesant (5% de reactors).
el beril·li també s'ha utilitzat en alguns tipus experimentals, i els hidrocarburs ha estat suggerits com una altra possibilitat.

## Moderació
La moderació és el procés de reducció de l'energia cinètica inicial alta del neutró lliure. Com que es conserva l'energia, aquesta reducció de l'energia cinètica de neutrons es produeix per transferència d'energia a un material conegut com a moderador. També es coneix com a neutralització de neutrons, ja que juntament amb la reducció d'energia es produeix una reducció de la velocitat.